# Rapti Zupci
Rapti Zupci (en serbe cyrillique : Рапти Зупци) est un village de Bosnie-Herzégovine. Il est situé sur le territoire de la ville de Trebinje et dans la république serbe de Bosnie. Selon les premiers résultats du recensement bosnien de 2013, il ne compte aucun habitant.

## Géographie
Le village est situé au sud de Trebinje. Il est entouré par les localités suivantes :
|               | Trebinje    |                  |
| Gornje Čičevo | Rapti Zupci | Arslanagića Most |
|               | Turmenti    |                  |

## Démographie

### Évolution historique de la population dans la localité
| 1948 | 1953 | 1961 | 1971 | 1981 | 1991 | 2013 |
| ---- | ---- | ---- | ---- | ---- | ---- | ---- |
| -    | -    | 72   | 41   | 8    | 0    | 0    |

|  |